# Giacinto Bianco
Giacinto Bianco (Fasano, 2 febbraio 1812 – Fasano, 31 agosto 1885) è stato uno scrittore italiano.
Studiò prima presso il Seminario di Molfetta e poi si laureò in Giurisprudenza a Napoli.
Tramite un concorso venne ammesso alla carriera diplomatica che dovette lasciare per tornare a Fasano in seguito alla morte delle sorelle, dove si mise al servizio dell'istruzione dei giovani compaesani.

## Bianco "Drammaturgo"
Fu drammaturgo di grande rilievo nello scenario del tempo. Tra le sue opere vanno ricordate:
- Il medico e la giovane emigrata, una drammatizzazione del romanzo di Ducange
- Pia dei Tolomei, acclamato da un delirio di applausi al Teatro dei Fiorentini a Napoli nel 1836
- Leontina la Commediante, che tratta arditamente (per l'epoca in cui viene rappresentato) il problema della riabilitazione della donna
- Un'ora di giustizia in Castel Capuano
- Simone Moccia
- Luisa Morel
- Iacopo Ferrand
- Teresa Senneval

## Bianco "Letterato"
Scrisse lavori letterari come:
- Le api e il Cristianesimo
- Il Fallimento
- Il Fantasma
- Riccardo l'Invalido
- Brani Letterari

## Bianco "Cittadino"
Fu una persona onestissima e attenta ai nullatenenti. Regalò la sua villa al comune di Fasano per trasformarla in una scuola che tuttora è in funzione. Inoltre fu il primo a patrocinare il progetto di riqualificazione dell'Ospedale Civile di Fasano, e nel 1855 venne anche eletto presidente dello stesso ente, apportando numerose riforme. Scrisse una Storia di Fasano che oggi è andata persa, ma si hanno prove sul fatto che fu deliberata la stampa di questo libro dal Consiglio comunale.
I suoi funerali videro un grande concorso di folla e davanti alla sua salma vennero tenuti numerosi discorsi raccolti nel libro In memoria di Giacinto Bianco.